# Spin-off (Innovationsmanagement)
Als academic spin-off, häufig auch nur spin-off, bezeichnet man eine Ausgründung (Unternehmensgründung) aus einer Hochschule heraus. Sie wird meist von Studenten, seltener auch von Hochschullehrern durchgeführt. Praktisch alle academic spin-offs sind Start-up-Unternehmen.

## Gründung
Die meisten Studenten entwickeln ihre Geschäftsidee im Rahmen von Lehrveranstaltungen in höheren Semestern (z. B. Seminaren) oder im Rahmen von Forschungsprojekten, an denen sie als wissenschaftliche Hilfskraft mitarbeiten. Bei der Gründung selbst werden sie häufig von der Hochschule unterstützt, z. B. kann der Justiziar der Hochschule Rechtsberatung leisten.

## Beispiele
| Name des Start-ups | Hervorgegangen aus  | Umsatz      | Auflösung | Grund für die Auflösung |
| ------------------ | ------------------- | ----------- | --------- | ----------------------- |
| Sun Microsystems   | Stanford University | 11,5 Mrd. $ | 2010      | Übernahme durch Oracle  |